# Benjamin Ipavec
Benjamin Ipavec   (Šentjur, 24 de desembre de 1829 - Graz, 20 de desembre de 1908), segons algunes fonts també Benjamin Ipavic, fou un compositor i metge eslovè.

## Biografia
Ipavec va estudiar música i medicina a Viena i Graz i s'hi va establir com a metge i cirurgià. A Graz va treballar com a metge en cap al departament de cirurgia del recentment construït Hospital Infantil Anna.
Com a compositor, es considera un dels representants més importants de la música eslovena al segle xix. Les seves cançons (basades en textos de France Prešeren, Anton Aškerc, Oton Župančič, Josip Murn i altres) li van valer la reputació de "Schubert eslovè". A més de quatre grans cantates, també va compondre una opereta eslovena i la primera òpera eslovena Teharski plemici, que es va estrenar al teatre de Ljubljana el 1892.
Després de 1900, Ipavec es va retirar de la vida musical pública. Va morir a Graz només 4 mesos després de la mort del seu germà petit, Gustav Ipavec. El seu germà gran, Alojz Ipavec, fou també un conegut compositor.

## Obres

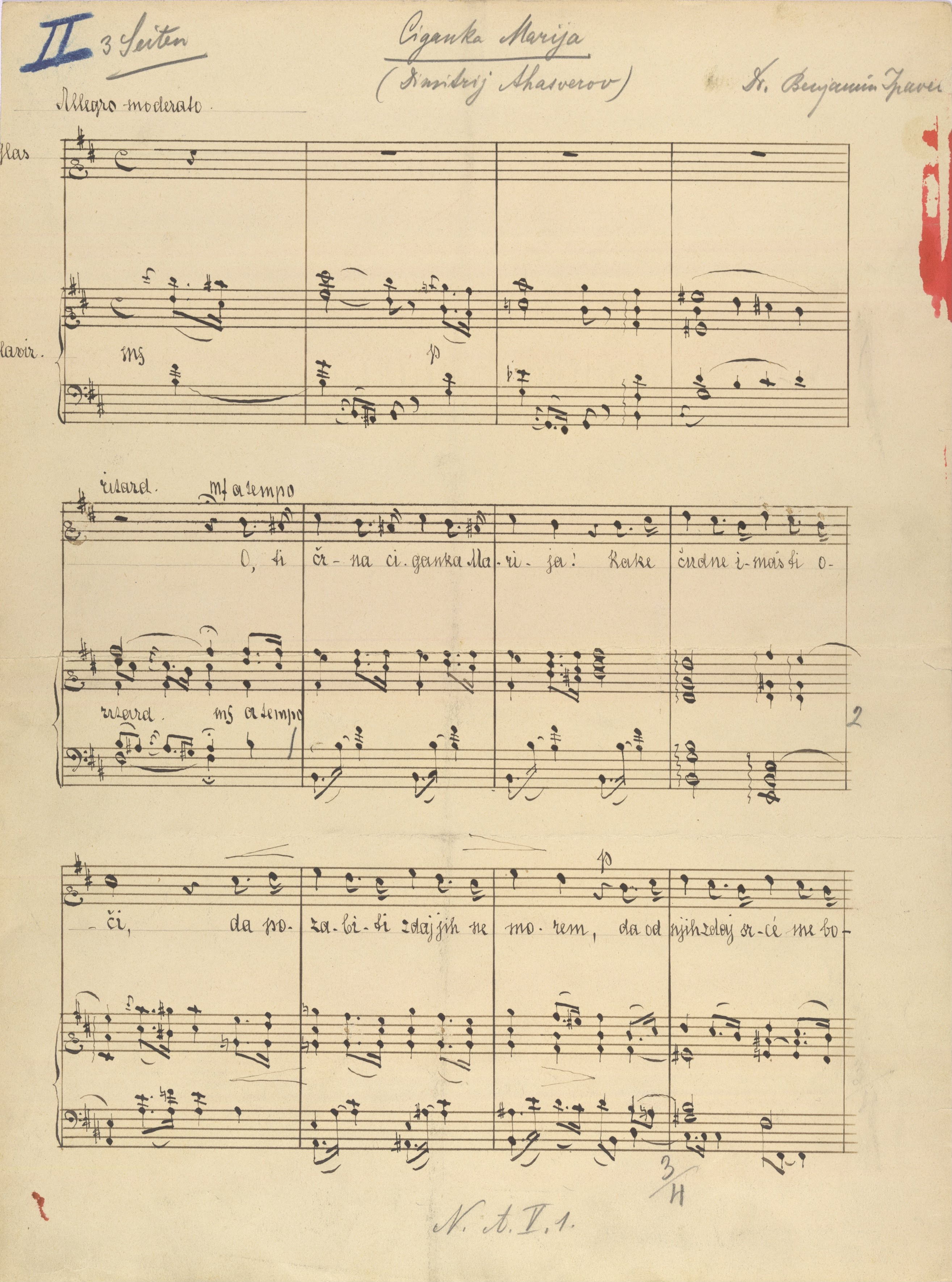
Ciganka Marija (1902)

- Serenata per a orquestra de corda (1898)
- Composicions per a piano:
  - Polonesa (1900)
  - Masurca (1900)
  - Fuga (1901)
- Música escènica:
  - Teharski plemiči, ("Els nobles de Teharje", llibret d'Anton Funtek) òpera (1892)
  - Tičnik, ("La gàbia", llibret de Mihael Lendovšek basat en l'obra Der Käfig de Kotzebue), opereta (1866)
- Música vocal:
  - Na Prešernovem grobu, cantata (1872)
  - Vodniku, per a cor, solistes i piano (1889)
  - Música coral:
    - Pozabil sem mnogokaj, dekle (1901)
    - Ciganka Marija (1902)
    - Mak žarji (1906)
    - Oblaku (1903)
    - Menih (1905)
    - Na poljani (1908)